# La Bouillie
 La Bouillie  (en bretón Ar Vezvid) es una población y comuna francesa, en la región de Bretaña, departamento de Côtes-d'Armor, en el distrito de Dinan y cantón de Matignon.

## Demografía
| 638 | 597 | 601 | 669 | 711 | 664 |
| Para los censos de 1962 a 1999 la población legal corresponde a la población sin duplicidades (Fuente: INSEE [Consultar]) |     |     |     |     |     |